# Paul Gavan
Paul Gavan (nascut el 29 de novembre del 1965 a Limerick, Irlanda) és un polític irlandès del partit Sinn Féin qui ha treballat com a senador a la Seanad Éireann (cambra alta del parlament irlandès) mitjançant la Labor Panel d'ençà l'abril del 2016. Gavan és portaveu del Sinn Féin al senat per qüestions de drets laborals i d'educació. També és membre de l'assemblea parlamentària del Consell d'Europa.